# Dragomir Legiša
Dragomir Legiša, slovenski novinar, politik in publicist, * 17. december 1925, Devin, Kraljevina Italija, † 13. februar 2014, Katinara, Trst.

## Življenje in delo
Rodil se je v kmečki družini Josipu in Mariji Legiša rojeni Mervič. Obiskoval je italijansko ljudsko šolo v Devinu, dva razreda italijanske nižje gimnazije v Tržiču, nato do mature škofovsko gimnazijo v Gorici in Vidmu, maturiral pa je po koncu vojne na slovenski realni gimnaziji v Trstu. Na Univerzi v Trstu je najprej študiral kemijo, po večletnem presledku pa se je vpisal na Pravno fakulteto in diplomiral iz političnih ved.
Po vojni je najprej politično deloval v Slovenski demokratski zvezi in nato v Slovenski krščanski socialni zvezi v Trstu. Leta 1975 bil je pobudnik združitve več gibanj in strank v novo politično stranko Slovensko skupnost. Leta 1952 je bil kot odbornik prvič izvoljen v občinski svet občine Devin-Nabrežina in v njem ostal vse do leta 1975. Več let je bil tudi župan občine ter 1964 in 1970 izvoljen v tržaški pokrajinski svet.
Obsežno je tudi njegovo publicistično delo. Bil je prvi odgovorni urednik leta 1954 ponovno ustanovljenega tržaškega novičarskega tednika Novi list, od 1968 pa tudi njegov glavni urednik. Leta 1973 je postal član uredništva slovenskih poročil Radia Trst A; od junija 1983 do upokojitve 1990 pa je bil namestnik glavnega urednika v deželnem sedežu Furlanije - Julijske krajine v Trstu za poročila v slovenščini.